# Ладвозеро (озеро, Вологодская область)
Ладвозеро — пресноводное озеро на территории Андомского сельского поселения Вытегорского района Вологодской области.

## Общие сведения
Площадь озера — 0,6 км². Располагается на высоте 216,2 метров над уровнем моря.
Форма озера лопастная, продолговатая: оно вытянуто с севера на юг. Берега изрезанные, каменисто-песчаные.
Через озеро течёт река Андома, впадающая в Онежское озеро.
Населённые пункты и автодороги вблизи водоёма отсутствуют.
Код объекта в государственном водном реестре — 01040100611102000019692.